# 柔 (美空ひばりの曲)
「柔」（やわら）は1964年（昭和39年）11月20日に発売された美空ひばりのシングルである。

## 概要
美空ひばりは表題曲で1965年の「第7回日本レコード大賞」を受賞した。またひばりは、『NHK紅白歌合戦』に1964年の『第15回NHK紅白歌合戦』、翌1965年の『第16回NHK紅白歌合戦』と2年続けて表題曲で出場し、どちらも紅組トリを務めた（第16回は大トリ）。なお、これに関し各マスコミから「2年連続同じ歌を歌うとは非常識だ」とのバッシングもあった。
表題曲が発売された1964年に開催され、初めて柔道が正式競技に採用された東京オリンピックともあいまって、翌1965年にかけて爆発的にヒットした。発売から半年足らずで180万枚以上を売り上げる大ヒットとなったが、これはひばりの全シングルの中で最高売り上げ記録となっていた。2019年現在は195万枚を売り上げ、シングル売上では1989年に発売された「川の流れのように」に次ぐヒットとなっている。「テレビ主題歌が演歌では当たらない」というジンクスを破り、大ヒットとなった。
柔道の総本山「講道館」を描き、日本電波映画が製作し日本テレビ系列で1964年から1965年にかけて全3シリーズが放送されたテレビドラマ『柔』、『柔一筋』、『続・柔』の3つのシリーズ全てで本楽曲が主題歌として使用され（『続・柔』では本楽曲に加えて、後述の『柔の男』もあわせて使用された）、その名の通り「柔道」をテーマとした曲である。
当初、美空ひばりはこの曲の歌手の依頼があった際、「柔道は男がやるものだから」と一旦断わったため、渡辺邦男監督が本人を直接口説き、翻意させたという。また、当初作曲には別人が予定されていたが、渡辺監督の要望で古賀政男に変えさせたという。
表題曲が発売された翌年の11月5日にはアンサーソングとして、「柔の男」が表題曲と同じく関沢新一の作詞、古賀政男の作曲、ひばりの歌唱により発売され、日本テレビ系ドラマ『続・柔』の主題歌として使用された。
冒頭部分の「勝つと思うな、思えば負けよ」という歌詞は、吉田兼好が書いた『徒然草』に双六の名人の言葉として出てくる「勝たんと打つべからず、負けじと打つべきなり」がベースになっているという。
ひばりがステージなどで本曲を歌唱する時は、男装して歌うことが多かった。
後にカップリング曲を変更してシングルとカセットテープで何度も再発売されている。
漫画『YAWARA!』では猪熊滋悟郎がこの歌を口ずさんでいる。
2014年5月1日から2015年4月30日までは、古賀が生前信仰していた川崎大師の最寄り駅である京急大師線川崎大師駅において接近メロディとして使用されていた。編曲は塩塚博が手掛けた。

## 収録曲

### オリジナル盤(EP)
1. 柔
  - 作詞：関沢新一、作曲：古賀政男、編曲：佐伯亮
2. ふり向かないで
  - 作詞：石川潭月、作曲：古賀政男、編曲：佐伯亮

#### 価格
- 発売当時は330円

### 1991年2月21日盤(CDシングル)
1. 柔
2. お島千太郎
  - 作詞：石本美由起、作曲：古賀政男、

編曲：佐伯亮、台詞：林与一

### 1991年7月21日盤(CDシングル)・1992年盤(カセットテープ)
1. 柔
2. 柔（オリジナル・カラオケ）
3. しのぶ
  - 作詞：吉岡治、作曲：市川昭介、編曲：佐伯亮
4. しのぶ（カラオケ）

### 1998年盤(CDシングル・カセットテープ)
1. 柔
2. 柔（オリジナル・カラオケ）
3. 港町十三番地
  - 作詞：石本美由起、作曲・編曲：上原げんと
4. 港町十三番地（オリジナル・カラオケ）

### 2003年盤(CDシングル・カセットテープ)
1. 柔（1964年録音）
2. 残侠子守唄（1983年録音）
  - 作詞：たかたかし、作曲：弦哲也、編曲：斎藤恒夫
3. 柔（オリジナル・カラオケ）
4. 残侠子守唄（オリジナル・カラオケ）

## カバー
- 中村美律子（1997年、アルバム「中村美律子「柔」を唄う〜美空ひばり名曲集 VOL.2〜」に収録）
- 中西圭三（2000年、アルバム「美空ひばりトリビュート」に収録）
- 島津亜矢（2001年、アルバム「波動 亜矢・美空ひばりを唄う」に収録）
- 浜田真理子（2004年、ライブアルバム「mariko live〜こころうた〜2003.11.21 at GLORIA CHAPEL」に収録）
- 氷川きよし（2013年、アルバム「氷川きよし・演歌名曲コレクション18〜しぐれの港〜」に収録）